# Freddie Roach
Pour les articles homonymes, voir Freddie Roach (boxe anglaise).
Freddie Roach est un organiste américain de jazz né le 11 mai 1931 à New York et mort le 3 octobre 1980. Il a remplacé Jack McDuff chez Willis Jackson avant de jouer ensuite avec Ike Quebec. À partir de 1962, il dirigea son groupe qui comprit entre autres les saxophonistes Joe Henderson, Percy France, Buddy Terry et Conrad Lester, les guitaristes Eddie Wright et Vinnie Corrao et le batteur Clarence Johnston. Durant les années 1960, il réalise plusieurs albums pour Blue Note puis Prestige. Il a aussi enregistré avec Willis Jackson, Hank Mobley, Blue Mitchell, Donald Byrd, etc.
Influencé par le gospel, le blues et Jimmy Smith, il est particulièrement réputé pour son jeu de basses.

## Discographie

### En tant que leader
- Down to Earth (Blue Note) 1962
- Mo'greens Please (Blue Note) avec Kenny Burrell
- Good Move (Blue Note) avec Blue Mitchell et Hank Mobley
- Brown Sugar (Blue Note) avec Joe Henderson
- All That's Good (Blue Note) 1965
- Soul Book (Prestige) 1966
- Mocha Motion (Prestige) 1967
- My People (Prestige) 1967

### En tant que sideman
Avec Ike Quebec
- Heavy Soul (Blue Note, 1961)
- It Might as Well Be Spring (Blue Note, 1961)

Avec Willis Jackson
- Thunderbird (Prestige, 1962)

Avec Donald Byrd
- I'm Tryin' to Get Home (Blue Note, 1965)

## Source
- Dico Jazz